# Llista d'asteroides (38001-39000)
Llista d'asteroides del 38.001 al 39.000, amb data de descoberta i descobridor. És un fragment de la llista d'asteroides completa. Als asteroides se'ls dona un número quan es confirma la seva òrbita, per tant apareixen llistats aproximadament segons la data de descobriment.
Contingut: 38001... 38101... 38201... 38301... 38401... 38501... 38601... 38701... 38801... 38901... 

| Nom                | Designació provisional | Data de descobriment    | Descobridor/s                        |
| 38001-38100        | 38001-38100            | 38001-38100             | 38001-38100                          |
| ------------------ | ---------------------- | ----------------------- | ------------------------------------ |
| 38001 -            | 1998 KM37              | 22 de maig del 1998     | LINEAR                               |
| 38002 -            | 1998 KO42              | 27 de maig del 1998     | LONEOS                               |
| 38003 -            | 1998 KH44              | 22 de maig del 1998     | LINEAR                               |
| 38004 -            | 1998 KJ47              | 22 de maig del 1998     | LINEAR                               |
| 38005 -            | 1998 KM47              | 22 de maig del 1998     | LINEAR                               |
| 38006 -            | 1998 KD48              | 22 de maig del 1998     | LINEAR                               |
| 38007 -            | 1998 KS49              | 23 de maig del 1998     | LINEAR                               |
| 38008 -            | 1998 KP50              | 23 de maig del 1998     | LINEAR                               |
| 38009 -            | 1998 KV50              | 23 de maig del 1998     | LINEAR                               |
| 38010 -            | 1998 KE51              | 23 de maig del 1998     | LINEAR                               |
| 38011 -            | 1998 KL52              | 23 de maig del 1998     | LINEAR                               |
| 38012 -            | 1998 KE54              | 23 de maig del 1998     | LINEAR                               |
| 38013 -            | 1998 KY54              | 23 de maig del 1998     | LINEAR                               |
| 38014 -            | 1998 KO61              | 23 de maig del 1998     | LINEAR                               |
| 38015 -            | 1998 KX63              | 22 de maig del 1998     | LINEAR                               |
| 38016 -            | 1998 KV65              | 27 de maig del 1998     | LINEAR                               |
| 38017 -            | 1998 KW67              | 26 de maig del 1998     | LINEAR                               |
| 38018 -            | 1998 LN2               | 1 de juny del 1998      | E. W. Elst                           |
| 38019 -            | 1998 LV2               | 1 de juny del 1998      | E. W. Elst                           |
| 38020 Hannadam     | 1998 MP                | 17 de juny del 1998     | L. Tesi, A. Boattini                 |
| 38021 -            | 1998 MG1               | 16 de juny del 1998     | Spacewatch                           |
| 38022 -            | 1998 MS7               | 19 de juny del 1998     | ODAS                                 |
| 38023 -            | 1998 MO39              | 26 de juny del 1998     | E. W. Elst                           |
| 38024 -            | 1998 OB                | 16 de juliol del 1998   | ODAS                                 |
| 38025 -            | 1998 QF                | 17 d'agost del 1998     | P. G. Comba                          |
| 38026 -            | 1998 QC12              | 17 d'agost del 1998     | LINEAR                               |
| 38027 -            | 1998 QE14              | 17 d'agost del 1998     | LINEAR                               |
| 38028 -            | 1998 QC20              | 17 d'agost del 1998     | LINEAR                               |
| 38029 -            | 1998 QZ24              | 17 d'agost del 1998     | LINEAR                               |
| 38030 -            | 1998 QG33              | 17 d'agost del 1998     | LINEAR                               |
| 38031 -            | 1998 QN36              | 17 d'agost del 1998     | LINEAR                               |
| 38032 -            | 1998 QH43              | 17 d'agost del 1998     | LINEAR                               |
| 38033 -            | 1998 QN49              | 17 d'agost del 1998     | LINEAR                               |
| 38034 -            | 1998 QW57              | 30 d'agost del 1998     | Spacewatch                           |
| 38035 -            | 1998 QC85              | 24 d'agost del 1998     | LINEAR                               |
| 38036 -            | 1998 RE1               | 13 de setembre del 1998 | J. Broughton                         |
| 38037 -            | 1998 RS18              | 14 de setembre del 1998 | LINEAR                               |
| 38038 -            | 1998 RQ19              | 14 de setembre del 1998 | LINEAR                               |
| 38039 -            | 1998 RD24              | 14 de setembre del 1998 | LINEAR                               |
| 38040 -            | 1998 RW49              | 14 de setembre del 1998 | LINEAR                               |
| 38041 -            | 1998 RQ79              | 14 de setembre del 1998 | LINEAR                               |
| 38042 -            | 1998 SA10              | 21 de setembre del 1998 | CSS                                  |
| 38043 -            | 1998 SB26              | 22 de setembre del 1998 | LONEOS                               |
| 38044 -            | 1998 SL62              | 19 de setembre del 1998 | LONEOS                               |
| 38045 -            | 1998 SM93              | 26 de setembre del 1998 | LINEAR                               |
| 38046 -            | 1998 SW144             | 20 de setembre del 1998 | E. W. Elst                           |
| 38047 -            | 1998 TC3               | 14 d'octubre del 1998   | CSS                                  |
| 38048 -            | 1998 UL18              | 27 d'octubre del 1998   | CSS                                  |
| 38049 -            | 1998 VY6               | 11 de novembre del 1998 | LINEAR                               |
| 38050 -            | 1998 VR38              | 10 de novembre del 1998 | LINEAR                               |
| 38051 -            | 1998 XJ5               | 7 de desembre del 1998  | K. Korlević                          |
| 38052 -            | 1998 XA7               | 8 de desembre del 1998  | Spacewatch                           |
| 38053 -            | 1998 XO62              | 11 de desembre del 1998 | LINEAR                               |
| 38054 -            | 1999 AG10              | 14 de gener del 1999    | K. Korlević                          |
| 38055 -            | 1999 AC24              | 15 de gener del 1999    | CSS                                  |
| 38056 -            | 1999 BZ10              | 20 de gener del 1999    | ODAS                                 |
| 38057 -            | 1999 BO15              | 26 de gener del 1999    | K. Korlević                          |
| 38058 -            | 1999 CA35              | 10 de febrer del 1999   | LINEAR                               |
| 38059 -            | 1999 CO38              | 10 de febrer del 1999   | LINEAR                               |
| 38060 -            | 1999 CB61              | 12 de febrer del 1999   | LINEAR                               |
| 38061 -            | 1999 DJ1               | 17 de febrer del 1999   | LINEAR                               |
| 38062 -            | 1999 EC9               | 15 de març del 1999     | Spacewatch                           |
| 38063 -            | 1999 FH                | 16 de març del 1999     | K. Korlević, M. Jurić                |
| 38064 -            | 1999 FZ10              | 17 de març del 1999     | Spacewatch                           |
| 38065 -            | 1999 FK19              | 22 de març del 1999     | LONEOS                               |
| 38066 -            | 1999 FO19              | 22 de març del 1999     | LONEOS                               |
| 38067 -            | 1999 FO31              | 19 de març del 1999     | LINEAR                               |
| 38068 -            | 1999 FK32              | 19 de març del 1999     | LINEAR                               |
| 38069 -            | 1999 GN                | 5 d'abril del 1999      | K. Korlević                          |
| 38070 -            | 1999 GG2               | 6 d'abril del 1999      | LONEOS                               |
| 38071 -            | 1999 GU3               | 10 d'abril del 1999     | LINEAR                               |
| 38072 -            | 1999 GO11              | 11 d'abril del 1999     | Spacewatch                           |
| 38073 -            | 1999 GX11              | 11 d'abril del 1999     | Spacewatch                           |
| 38074 -            | 1999 GX19              | 15 d'abril del 1999     | LINEAR                               |
| 38075 -            | 1999 GN21              | 15 d'abril del 1999     | LINEAR                               |
| 38076 -            | 1999 GA31              | 7 d'abril del 1999      | LINEAR                               |
| 38077 -            | 1999 GY31              | 7 d'abril del 1999      | LINEAR                               |
| 38078 -            | 1999 GW42              | 12 d'abril del 1999     | LINEAR                               |
| 38079 -            | 1999 HF                | 16 d'abril del 1999     | Beijing Schmidt CCD Asteroid Program |
| 38080 -            | 1999 HN1               | 17 d'abril del 1999     | LINEAR                               |
| 38081 -            | 1999 HC10              | 17 d'abril del 1999     | LINEAR                               |
| 38082 -            | 1999 HO11              | 17 d'abril del 1999     | CSS                                  |
| 38083 Rhadamanthus | 1999 HX11              | 17 d'abril del 1999     | Deep Ecliptic Survey                 |
| 38084 -            | 1999 HB12              | 18 d'abril del 1999     | M. W. Buie, R. Millis                |
| 38085 -            | 1999 HO12              | 17 d'abril del 1999     | LINEAR                               |
| 38086 -            | 1999 JB                | 5 de maig del 1999      | LONEOS                               |
| 38087 -            | 1999 JN                | 6 de maig del 1999      | T. Kagawa                            |
| 38088 -            | 1999 JS1               | 8 de maig del 1999      | CSS                                  |
| 38089 -            | 1999 JV1               | 8 de maig del 1999      | CSS                                  |
| 38090 -            | 1999 JN2               | 8 de maig del 1999      | CSS                                  |
| 38091 -            | 1999 JT3               | 10 de maig del 1999     | LONEOS                               |
| 38092 -            | 1999 JF5               | 10 de maig del 1999     | LINEAR                               |
| 38093 -            | 1999 JX6               | 8 de maig del 1999      | CSS                                  |
| 38094 -            | 1999 JM9               | 8 de maig del 1999      | CSS                                  |
| 38095 -            | 1999 JD10              | 8 de maig del 1999      | CSS                                  |
| 38096 -            | 1999 JF11              | 9 de maig del 1999      | K. Korlević                          |
| 38097 -            | 1999 JW11              | 12 de maig del 1999     | LINEAR                               |
| 38098 -            | 1999 JO13              | 10 de maig del 1999     | LINEAR                               |
| 38099 -            | 1999 JE14              | 13 de maig del 1999     | LINEAR                               |
| 38100 -            | 1999 JM14              | 15 de maig del 1999     | LINEAR                               |
| 38101-38200        |                        |                         |                                      |
| 38101 -            | 1999 JE15              | 15 de maig del 1999     | CSS                                  |
| 38102 -            | 1999 JM18              | 10 de maig del 1999     | LINEAR                               |
| 38103 -            | 1999 JM19              | 10 de maig del 1999     | LINEAR                               |
| 38104 -            | 1999 JL20              | 10 de maig del 1999     | LINEAR                               |
| 38105 -            | 1999 JB21              | 10 de maig del 1999     | LINEAR                               |
| 38106 -            | 1999 JG23              | 10 de maig del 1999     | LINEAR                               |
| 38107 -            | 1999 JZ23              | 10 de maig del 1999     | LINEAR                               |
| 38108 -            | 1999 JB24              | 10 de maig del 1999     | LINEAR                               |
| 38109 -            | 1999 JQ24              | 10 de maig del 1999     | LINEAR                               |
| 38110 -            | 1999 JH25              | 10 de maig del 1999     | LINEAR                               |
| 38111 -            | 1999 JQ26              | 10 de maig del 1999     | LINEAR                               |
| 38112 -            | 1999 JZ29              | 10 de maig del 1999     | LINEAR                               |
| 38113 -            | 1999 JB30              | 10 de maig del 1999     | LINEAR                               |
| 38114 -            | 1999 JO34              | 10 de maig del 1999     | LINEAR                               |
| 38115 -            | 1999 JJ35              | 10 de maig del 1999     | LINEAR                               |
| 38116 -            | 1999 JK35              | 10 de maig del 1999     | LINEAR                               |
| 38117 -            | 1999 JH36              | 10 de maig del 1999     | LINEAR                               |
| 38118 -            | 1999 JS36              | 10 de maig del 1999     | LINEAR                               |
| 38119 -            | 1999 JN37              | 10 de maig del 1999     | LINEAR                               |
| 38120 -            | 1999 JN39              | 10 de maig del 1999     | LINEAR                               |
| 38121 -            | 1999 JO42              | 10 de maig del 1999     | LINEAR                               |
| 38122 -            | 1999 JC43              | 10 de maig del 1999     | LINEAR                               |
| 38123 -            | 1999 JD43              | 10 de maig del 1999     | LINEAR                               |
| 38124 -            | 1999 JV43              | 10 de maig del 1999     | LINEAR                               |
| 38125 -            | 1999 JG44              | 10 de maig del 1999     | LINEAR                               |
| 38126 -            | 1999 JT44              | 10 de maig del 1999     | LINEAR                               |
| 38127 -            | 1999 JL45              | 10 de maig del 1999     | LINEAR                               |
| 38128 -            | 1999 JN45              | 10 de maig del 1999     | LINEAR                               |
| 38129 -            | 1999 JV45              | 10 de maig del 1999     | LINEAR                               |
| 38130 -            | 1999 JY45              | 10 de maig del 1999     | LINEAR                               |
| 38131 -            | 1999 JR47              | 10 de maig del 1999     | LINEAR                               |
| 38132 -            | 1999 JX47              | 10 de maig del 1999     | LINEAR                               |
| 38133 -            | 1999 JY49              | 10 de maig del 1999     | LINEAR                               |
| 38134 -            | 1999 JU51              | 10 de maig del 1999     | LINEAR                               |
| 38135 -            | 1999 JB55              | 10 de maig del 1999     | LINEAR                               |
| 38136 -            | 1999 JK55              | 10 de maig del 1999     | LINEAR                               |
| 38137 -            | 1999 JH56              | 10 de maig del 1999     | LINEAR                               |
| 38138 -            | 1999 JM56              | 10 de maig del 1999     | LINEAR                               |
| 38139 -            | 1999 JH57              | 10 de maig del 1999     | LINEAR                               |
| 38140 -            | 1999 JX58              | 10 de maig del 1999     | LINEAR                               |
| 38141 -            | 1999 JN59              | 10 de maig del 1999     | LINEAR                               |
| 38142 -            | 1999 JQ59              | 10 de maig del 1999     | LINEAR                               |
| 38143 -            | 1999 JV60              | 10 de maig del 1999     | LINEAR                               |
| 38144 -            | 1999 JD61              | 10 de maig del 1999     | LINEAR                               |
| 38145 -            | 1999 JF61              | 10 de maig del 1999     | LINEAR                               |
| 38146 -            | 1999 JK61              | 10 de maig del 1999     | LINEAR                               |
| 38147 -            | 1999 JN62              | 10 de maig del 1999     | LINEAR                               |
| 38148 -            | 1999 JU62              | 10 de maig del 1999     | LINEAR                               |
| 38149 -            | 1999 JY62              | 10 de maig del 1999     | LINEAR                               |
| 38150 -            | 1999 JX64              | 10 de maig del 1999     | LINEAR                               |
| 38151 -            | 1999 JT65              | 12 de maig del 1999     | LINEAR                               |
| 38152 -            | 1999 JY66              | 12 de maig del 1999     | LINEAR                               |
| 38153 -            | 1999 JW67              | 12 de maig del 1999     | LINEAR                               |
| 38154 -            | 1999 JU68              | 12 de maig del 1999     | LINEAR                               |
| 38155 -            | 1999 JJ69              | 12 de maig del 1999     | LINEAR                               |
| 38156 -            | 1999 JQ71              | 12 de maig del 1999     | LINEAR                               |
| 38157 -            | 1999 JC72              | 12 de maig del 1999     | LINEAR                               |
| 38158 -            | 1999 JS72              | 12 de maig del 1999     | LINEAR                               |
| 38159 -            | 1999 JB73              | 12 de maig del 1999     | LINEAR                               |
| 38160 -            | 1999 JG74              | 12 de maig del 1999     | LINEAR                               |
| 38161 -            | 1999 JN74              | 12 de maig del 1999     | LINEAR                               |
| 38162 -            | 1999 JB77              | 12 de maig del 1999     | LINEAR                               |
| 38163 -            | 1999 JP77              | 12 de maig del 1999     | LINEAR                               |
| 38164 -            | 1999 JB78              | 12 de maig del 1999     | LINEAR                               |
| 38165 -            | 1999 JQ80              | 12 de maig del 1999     | LINEAR                               |
| 38166 -            | 1999 JV84              | 13 de maig del 1999     | LINEAR                               |
| 38167 -            | 1999 JU88              | 12 de maig del 1999     | LINEAR                               |
| 38168 -            | 1999 JZ91              | 12 de maig del 1999     | LINEAR                               |
| 38169 -            | 1999 JE98              | 12 de maig del 1999     | LINEAR                               |
| 38170 -            | 1999 JR98              | 12 de maig del 1999     | LINEAR                               |
| 38171 -            | 1999 JM103             | 13 de maig del 1999     | LINEAR                               |
| 38172 -            | 1999 JR107             | 13 de maig del 1999     | LINEAR                               |
| 38173 -            | 1999 JZ112             | 13 de maig del 1999     | LINEAR                               |
| 38174 -            | 1999 JA113             | 13 de maig del 1999     | LINEAR                               |
| 38175 -            | 1999 JQ118             | 13 de maig del 1999     | LINEAR                               |
| 38176 -            | 1999 JR119             | 13 de maig del 1999     | LINEAR                               |
| 38177 -            | 1999 JY120             | 13 de maig del 1999     | LINEAR                               |
| 38178 -            | 1999 JA122             | 13 de maig del 1999     | LINEAR                               |
| 38179 -            | 1999 JV122             | 13 de maig del 1999     | LINEAR                               |
| 38180 -            | 1999 JR123             | 13 de maig del 1999     | LINEAR                               |
| 38181 -            | 1999 JG124             | 15 de maig del 1999     | LINEAR                               |
| 38182 -            | 1999 JG125             | 10 de maig del 1999     | LINEAR                               |
| 38183 -            | 1999 JM125             | 10 de maig del 1999     | LINEAR                               |
| 38184 -            | 1999 KF                | 16 de maig del 1999     | Spacewatch                           |
| 38185 -            | 1999 KJ                | 16 de maig del 1999     | Spacewatch                           |
| 38186 -            | 1999 KV                | 17 de maig del 1999     | CSS                                  |
| 38187 -            | 1999 KH7               | 17 de maig del 1999     | LINEAR                               |
| 38188 -            | 1999 KX11              | 18 de maig del 1999     | LINEAR                               |
| 38189 -            | 1999 KT14              | 18 de maig del 1999     | LINEAR                               |
| 38190 -            | 1999 KU14              | 18 de maig del 1999     | LINEAR                               |
| 38191 -            | 1999 KF15              | 18 de maig del 1999     | LINEAR                               |
| 38192 -            | 1999 LP6               | 7 de juny del 1999      | Spacewatch                           |
| 38193 -            | 1999 LB8               | 8 de juny del 1999      | LINEAR                               |
| 38194 -            | 1999 LS13              | 9 de juny del 1999      | LINEAR                               |
| 38195 -            | 1999 LD14              | 9 de juny del 1999      | LINEAR                               |
| 38196 -            | 1999 LQ15              | 12 de juny del 1999     | LINEAR                               |
| 38197 -            | 1999 LC19              | 9 de juny del 1999      | LINEAR                               |
| 38198 -            | 1999 LM19              | 9 de juny del 1999      | LINEAR                               |
| 38199 -            | 1999 LO24              | 9 de juny del 1999      | LINEAR                               |
| 38200 -            | 1999 LR26              | 9 de juny del 1999      | LINEAR                               |
| 38201-38300        |                        |                         |                                      |
| 38201 -            | 1999 LF27              | 9 de juny del 1999      | LINEAR                               |
| 38202 -            | 1999 LM33              | 10 de juny del 1999     | NEAT                                 |
| 38203 Sanner       | 1999 MJ                | 19 de juny del 1999     | J. Medkeff, D. Healy                 |
| 38204 -            | 1999 MT                | 16 de juny del 1999     | K. Korlević                          |
| 38205 -            | 1999 MH1               | 20 de juny del 1999     | LONEOS                               |
| 38206 -            | 1999 ML1               | 20 de juny del 1999     | LONEOS                               |
| 38207 -            | 1999 MM1               | 20 de juny del 1999     | LONEOS                               |
| 38208 -            | 1999 MO1               | 20 de juny del 1999     | LONEOS                               |
| 38209 -            | 1999 NE                | 4 de juliol del 1999    | F. B. Zoltowski                      |
| 38210 -            | 1999 NP4               | 13 de juliol del 1999   | J. Broughton                         |
| 38211 -            | 1999 NV4               | 12 de juliol del 1999   | K. Korlević                          |
| 38212 -            | 1999 NM5               | 13 de juliol del 1999   | LINEAR                               |
| 38213 -            | 1999 NU6               | 13 de juliol del 1999   | LINEAR                               |
| 38214 -            | 1999 NA8               | 13 de juliol del 1999   | LINEAR                               |
| 38215 -            | 1999 NX9               | 13 de juliol del 1999   | LINEAR                               |
| 38216 -            | 1999 NP10              | 13 de juliol del 1999   | LINEAR                               |
| 38217 -            | 1999 NB12              | 13 de juliol del 1999   | LINEAR                               |
| 38218 -            | 1999 NY13              | 14 de juliol del 1999   | LINEAR                               |
| 38219 -            | 1999 NW19              | 14 de juliol del 1999   | LINEAR                               |
| 38220 -            | 1999 NV23              | 14 de juliol del 1999   | LINEAR                               |
| 38221 -            | 1999 NB28              | 14 de juliol del 1999   | LINEAR                               |
| 38222 -            | 1999 NP31              | 14 de juliol del 1999   | LINEAR                               |
| 38223 -            | 1999 NG38              | 14 de juliol del 1999   | LINEAR                               |
| 38224 -            | 1999 NC41              | 14 de juliol del 1999   | LINEAR                               |
| 38225 -            | 1999 NT48              | 13 de juliol del 1999   | LINEAR                               |
| 38226 -            | 1999 NG50              | 13 de juliol del 1999   | LINEAR                               |
| 38227 -            | 1999 NJ50              | 13 de juliol del 1999   | LINEAR                               |
| 38228 -            | 1999 NH52              | 12 de juliol del 1999   | LINEAR                               |
| 38229 -            | 1999 NG53              | 12 de juliol del 1999   | LINEAR                               |
| 38230 -            | 1999 NP53              | 12 de juliol del 1999   | LINEAR                               |
| 38231 -            | 1999 NF54              | 12 de juliol del 1999   | LINEAR                               |
| 38232 -            | 1999 NW55              | 12 de juliol del 1999   | LINEAR                               |
| 38233 -            | 1999 NS57              | 13 de juliol del 1999   | LINEAR                               |
| 38234 -            | 1999 NA59              | 13 de juliol del 1999   | LINEAR                               |
| 38235 -            | 1999 NJ63              | 14 de juliol del 1999   | LINEAR                               |
| 38236 -            | 1999 NC64              | 14 de juliol del 1999   | LINEAR                               |
| 38237 Roche        | 1999 OF                | 16 de juliol del 1999   | Pises                                |
| 38238 -            | 1999 OW                | 18 de juliol del 1999   | Š. Gajdoš, D. Kalmančok              |
| 38239 -            | 1999 OR3               | 27 de juliol del 1999   | LINEAR                               |
| 38240 -            | 1999 PB1               | 8 d'agost del 1999      | L. Šarounová                         |
| 38241 -            | 1999 PU1               | 9 d'agost del 1999      | J. Broughton                         |
| 38242 -            | 1999 PB2               | 10 d'agost del 1999     | J. Broughton                         |
| 38243 -            | 1999 PB4               | 13 d'agost del 1999     | J. Broughton                         |
| 38244 -            | 1999 PD4               | 13 d'agost del 1999     | J. Broughton                         |
| 38245 Marcospontes | 1999 PF4               | 12 d'agost del 1999     | C. Jacques, L. Duczmal               |
| 38246 -            | 1999 PL4               | 14 d'agost del 1999     | J. Tichá, M. Tichý                   |
| 38247 -            | 1999 QE                | 18 d'agost del 1999     | S. Donati                            |
| 38248 -            | 1999 QX                | 17 d'agost del 1999     | Spacewatch                           |
| 38249 -            | 1999 QJ2               | 24 d'agost del 1999     | G. Bell                              |
| 38250 Tartois      | 1999 QS2               | 31 d'agost del 1999     | R. Roy                               |
| 38251 -            | 1999 RY                | 4 de setembre del 1999  | CSS                                  |
| 38252 -            | 1999 RM6               | 3 de setembre del 1999  | Spacewatch                           |
| 38253 -            | 1999 RM9               | 4 de setembre del 1999  | Spacewatch                           |
| 38254 -            | 1999 RV9               | 6 de setembre del 1999  | Spacewatch                           |
| 38255 -            | 1999 RH10              | 7 de setembre del 1999  | LINEAR                               |
| 38256 -            | 1999 RH12              | 7 de setembre del 1999  | LINEAR                               |
| 38257 -            | 1999 RC13              | 7 de setembre del 1999  | LINEAR                               |
| 38258 -            | 1999 RD14              | 7 de setembre del 1999  | LINEAR                               |
| 38259 -            | 1999 RR14              | 7 de setembre del 1999  | LINEAR                               |
| 38260 -            | 1999 RK15              | 7 de setembre del 1999  | LINEAR                               |
| 38261 -            | 1999 RY16              | 7 de setembre del 1999  | LINEAR                               |
| 38262 -            | 1999 RB20              | 7 de setembre del 1999  | LINEAR                               |
| 38263 -            | 1999 RC20              | 7 de setembre del 1999  | LINEAR                               |
| 38264 -            | 1999 RC22              | 7 de setembre del 1999  | LINEAR                               |
| 38265 -            | 1999 RT22              | 7 de setembre del 1999  | LINEAR                               |
| 38266 -            | 1999 RH23              | 7 de setembre del 1999  | LINEAR                               |
| 38267 -            | 1999 RB26              | 7 de setembre del 1999  | LINEAR                               |
| 38268 Zenkert      | 1999 RV32              | 9 de setembre del 1999  | A. Knöfel                            |
| 38269 Gueymard     | 1999 RN33              | 10 de setembre del 1999 | W. G. Dillon, K. Rivich              |
| 38270 -            | 1999 RJ35              | 11 de setembre del 1999 | Starkenburg                          |
| 38271 -            | 1999 RW35              | 12 de setembre del 1999 | M. Wolf, P. Pravec                   |
| 38272 -            | 1999 RW41              | 13 de setembre del 1999 | K. Korlević                          |
| 38273 -            | 1999 RN42              | 14 de setembre del 1999 | K. Korlević                          |
| 38274 -            | 1999 RR44              | 14 de setembre del 1999 | K. Korlević                          |
| 38275 -            | 1999 RH48              | 7 de setembre del 1999  | LINEAR                               |
| 38276 -            | 1999 RH49              | 7 de setembre del 1999  | LINEAR                               |
| 38277 -            | 1999 RP49              | 7 de setembre del 1999  | LINEAR                               |
| 38278 -            | 1999 RD51              | 7 de setembre del 1999  | LINEAR                               |
| 38279 -            | 1999 RU51              | 7 de setembre del 1999  | LINEAR                               |
| 38280 -            | 1999 RO52              | 7 de setembre del 1999  | LINEAR                               |
| 38281 -            | 1999 RP52              | 7 de setembre del 1999  | LINEAR                               |
| 38282 -            | 1999 RM56              | 7 de setembre del 1999  | LINEAR                               |
| 38283 -            | 1999 RK59              | 7 de setembre del 1999  | LINEAR                               |
| 38284 -            | 1999 RD60              | 7 de setembre del 1999  | LINEAR                               |
| 38285 -            | 1999 RS61              | 7 de setembre del 1999  | LINEAR                               |
| 38286 -            | 1999 RP62              | 7 de setembre del 1999  | LINEAR                               |
| 38287 -            | 1999 RQ64              | 7 de setembre del 1999  | LINEAR                               |
| 38288 -            | 1999 RZ68              | 7 de setembre del 1999  | LINEAR                               |
| 38289 -            | 1999 RM70              | 7 de setembre del 1999  | LINEAR                               |
| 38290 -            | 1999 RY71              | 7 de setembre del 1999  | LINEAR                               |
| 38291 -            | 1999 RG74              | 7 de setembre del 1999  | LINEAR                               |
| 38292 -            | 1999 RA77              | 7 de setembre del 1999  | LINEAR                               |
| 38293 -            | 1999 RK85              | 7 de setembre del 1999  | LINEAR                               |
| 38294 -            | 1999 RM85              | 7 de setembre del 1999  | LINEAR                               |
| 38295 -            | 1999 RA87              | 7 de setembre del 1999  | LINEAR                               |
| 38296 -            | 1999 RD87              | 7 de setembre del 1999  | LINEAR                               |
| 38297 -            | 1999 RE87              | 7 de setembre del 1999  | LINEAR                               |
| 38298 -            | 1999 RD88              | 7 de setembre del 1999  | LINEAR                               |
| 38299 -            | 1999 RK88              | 7 de setembre del 1999  | LINEAR                               |
| 38300 -            | 1999 RF90              | 7 de setembre del 1999  | LINEAR                               |
| 38301-38400        |                        |                         |                                      |
| 38301 -            | 1999 RH92              | 7 de setembre del 1999  | LINEAR                               |
| 38302 -            | 1999 RL92              | 7 de setembre del 1999  | LINEAR                               |
| 38303 -            | 1999 RB93              | 7 de setembre del 1999  | LINEAR                               |
| 38304 -            | 1999 RJ93              | 7 de setembre del 1999  | LINEAR                               |
| 38305 -            | 1999 RM96              | 7 de setembre del 1999  | LINEAR                               |
| 38306 -            | 1999 RB99              | 7 de setembre del 1999  | LINEAR                               |
| 38307 -            | 1999 RM102             | 8 de setembre del 1999  | LINEAR                               |
| 38308 -            | 1999 RY102             | 8 de setembre del 1999  | LINEAR                               |
| 38309 -            | 1999 RP103             | 8 de setembre del 1999  | LINEAR                               |
| 38310 -            | 1999 RH105             | 8 de setembre del 1999  | LINEAR                               |
| 38311 -            | 1999 RV106             | 8 de setembre del 1999  | LINEAR                               |
| 38312 -            | 1999 RO107             | 8 de setembre del 1999  | LINEAR                               |
| 38313 -            | 1999 RV111             | 9 de setembre del 1999  | LINEAR                               |
| 38314 -            | 1999 RR112             | 9 de setembre del 1999  | LINEAR                               |
| 38315 -            | 1999 RS112             | 9 de setembre del 1999  | LINEAR                               |
| 38316 -            | 1999 RB113             | 9 de setembre del 1999  | LINEAR                               |
| 38317 -            | 1999 RJ115             | 9 de setembre del 1999  | LINEAR                               |
| 38318 -            | 1999 RM116             | 9 de setembre del 1999  | LINEAR                               |
| 38319 -            | 1999 RG117             | 9 de setembre del 1999  | LINEAR                               |
| 38320 -            | 1999 RT120             | 9 de setembre del 1999  | LINEAR                               |
| 38321 -            | 1999 RQ121             | 9 de setembre del 1999  | LINEAR                               |
| 38322 -            | 1999 RU126             | 9 de setembre del 1999  | LINEAR                               |
| 38323 -            | 1999 RB127             | 9 de setembre del 1999  | LINEAR                               |
| 38324 -            | 1999 RA128             | 9 de setembre del 1999  | LINEAR                               |
| 38325 -            | 1999 RD128             | 9 de setembre del 1999  | LINEAR                               |
| 38326 -            | 1999 RU128             | 9 de setembre del 1999  | LINEAR                               |
| 38327 -            | 1999 RX128             | 9 de setembre del 1999  | LINEAR                               |
| 38328 -            | 1999 RZ128             | 9 de setembre del 1999  | LINEAR                               |
| 38329 -            | 1999 RO129             | 9 de setembre del 1999  | LINEAR                               |
| 38330 -            | 1999 RN130             | 9 de setembre del 1999  | LINEAR                               |
| 38331 -            | 1999 RT130             | 9 de setembre del 1999  | LINEAR                               |
| 38332 -            | 1999 RF131             | 9 de setembre del 1999  | LINEAR                               |
| 38333 -            | 1999 RE132             | 9 de setembre del 1999  | LINEAR                               |
| 38334 -            | 1999 RK133             | 9 de setembre del 1999  | LINEAR                               |
| 38335 -            | 1999 RN134             | 9 de setembre del 1999  | LINEAR                               |
| 38336 -            | 1999 RZ134             | 9 de setembre del 1999  | LINEAR                               |
| 38337 -            | 1999 RP136             | 9 de setembre del 1999  | LINEAR                               |
| 38338 -            | 1999 RA137             | 9 de setembre del 1999  | LINEAR                               |
| 38339 -            | 1999 RH137             | 9 de setembre del 1999  | LINEAR                               |
| 38340 -            | 1999 RO137             | 9 de setembre del 1999  | LINEAR                               |
| 38341 -            | 1999 RB139             | 9 de setembre del 1999  | LINEAR                               |
| 38342 -            | 1999 RT139             | 9 de setembre del 1999  | LINEAR                               |
| 38343 -            | 1999 RG140             | 9 de setembre del 1999  | LINEAR                               |
| 38344 -            | 1999 RS140             | 9 de setembre del 1999  | LINEAR                               |
| 38345 -            | 1999 RO141             | 9 de setembre del 1999  | LINEAR                               |
| 38346 -            | 1999 RL143             | 9 de setembre del 1999  | LINEAR                               |
| 38347 -            | 1999 RS143             | 9 de setembre del 1999  | LINEAR                               |
| 38348 -            | 1999 RQ145             | 9 de setembre del 1999  | LINEAR                               |
| 38349 -            | 1999 RJ149             | 9 de setembre del 1999  | LINEAR                               |
| 38350 -            | 1999 RS149             | 9 de setembre del 1999  | LINEAR                               |
| 38351 -            | 1999 RQ150             | 9 de setembre del 1999  | LINEAR                               |
| 38352 -            | 1999 RF151             | 9 de setembre del 1999  | LINEAR                               |
| 38353 -            | 1999 RL151             | 9 de setembre del 1999  | LINEAR                               |
| 38354 -            | 1999 RM151             | 9 de setembre del 1999  | LINEAR                               |
| 38355 -            | 1999 RB152             | 9 de setembre del 1999  | LINEAR                               |
| 38356 -            | 1999 RS152             | 9 de setembre del 1999  | LINEAR                               |
| 38357 -            | 1999 RE154             | 9 de setembre del 1999  | LINEAR                               |
| 38358 -            | 1999 RG154             | 9 de setembre del 1999  | LINEAR                               |
| 38359 -            | 1999 RJ154             | 9 de setembre del 1999  | LINEAR                               |
| 38360 -            | 1999 RM154             | 9 de setembre del 1999  | LINEAR                               |
| 38361 -            | 1999 RY154             | 9 de setembre del 1999  | LINEAR                               |
| 38362 -            | 1999 RW155             | 9 de setembre del 1999  | LINEAR                               |
| 38363 -            | 1999 RS156             | 9 de setembre del 1999  | LINEAR                               |
| 38364 -            | 1999 RT157             | 9 de setembre del 1999  | LINEAR                               |
| 38365 -            | 1999 RE158             | 9 de setembre del 1999  | LINEAR                               |
| 38366 -            | 1999 RF158             | 9 de setembre del 1999  | LINEAR                               |
| 38367 -            | 1999 RZ162             | 9 de setembre del 1999  | LINEAR                               |
| 38368 -            | 1999 RQ164             | 9 de setembre del 1999  | LINEAR                               |
| 38369 -            | 1999 RX164             | 9 de setembre del 1999  | LINEAR                               |
| 38370 -            | 1999 RB165             | 9 de setembre del 1999  | LINEAR                               |
| 38371 -            | 1999 RO167             | 9 de setembre del 1999  | LINEAR                               |
| 38372 -            | 1999 RK168             | 9 de setembre del 1999  | LINEAR                               |
| 38373 -            | 1999 RG172             | 9 de setembre del 1999  | LINEAR                               |
| 38374 -            | 1999 RY172             | 9 de setembre del 1999  | LINEAR                               |
| 38375 -            | 1999 RC173             | 9 de setembre del 1999  | LINEAR                               |
| 38376 -            | 1999 RH174             | 9 de setembre del 1999  | LINEAR                               |
| 38377 -            | 1999 RM174             | 9 de setembre del 1999  | LINEAR                               |
| 38378 -            | 1999 RK175             | 9 de setembre del 1999  | LINEAR                               |
| 38379 -            | 1999 RQ175             | 9 de setembre del 1999  | LINEAR                               |
| 38380 -            | 1999 RR175             | 9 de setembre del 1999  | LINEAR                               |
| 38381 -            | 1999 RV175             | 9 de setembre del 1999  | LINEAR                               |
| 38382 -            | 1999 RZ175             | 9 de setembre del 1999  | LINEAR                               |
| 38383 -            | 1999 RF176             | 9 de setembre del 1999  | LINEAR                               |
| 38384 -            | 1999 RX180             | 9 de setembre del 1999  | LINEAR                               |
| 38385 -            | 1999 RT181             | 9 de setembre del 1999  | LINEAR                               |
| 38386 -            | 1999 RH182             | 9 de setembre del 1999  | LINEAR                               |
| 38387 -            | 1999 RB184             | 9 de setembre del 1999  | LINEAR                               |
| 38388 -            | 1999 RG186             | 9 de setembre del 1999  | LINEAR                               |
| 38389 -            | 1999 RJ187             | 9 de setembre del 1999  | LINEAR                               |
| 38390 -            | 1999 RO187             | 9 de setembre del 1999  | LINEAR                               |
| 38391 -            | 1999 RD188             | 9 de setembre del 1999  | LINEAR                               |
| 38392 -            | 1999 RQ189             | 9 de setembre del 1999  | LINEAR                               |
| 38393 -            | 1999 RD191             | 11 de setembre del 1999 | LINEAR                               |
| 38394 -            | 1999 RY192             | 13 de setembre del 1999 | LINEAR                               |
| 38395 -            | 1999 RR193             | 15 de setembre del 1999 | Spacewatch                           |
| 38396 -            | 1999 RU193             | 7 de setembre del 1999  | LINEAR                               |
| 38397 -            | 1999 RY193             | 7 de setembre del 1999  | LINEAR                               |
| 38398 -            | 1999 RC195             | 8 de setembre del 1999  | LINEAR                               |
| 38399 -            | 1999 RO196             | 8 de setembre del 1999  | LINEAR                               |
| 38400 -            | 1999 RX196             | 8 de setembre del 1999  | LINEAR                               |
| 38401-38500        |                        |                         |                                      |
| 38401 -            | 1999 RJ197             | 8 de setembre del 1999  | LINEAR                               |
| 38402 -            | 1999 RP197             | 8 de setembre del 1999  | LINEAR                               |
| 38403 -            | 1999 RU197             | 8 de setembre del 1999  | LINEAR                               |
| 38404 -            | 1999 RF202             | 8 de setembre del 1999  | LINEAR                               |
| 38405 -            | 1999 RS202             | 8 de setembre del 1999  | LINEAR                               |
| 38406 -            | 1999 RS203             | 8 de setembre del 1999  | LINEAR                               |
| 38407 -            | 1999 RF204             | 8 de setembre del 1999  | LINEAR                               |
| 38408 -            | 1999 RN204             | 8 de setembre del 1999  | LINEAR                               |
| 38409 -            | 1999 RK205             | 8 de setembre del 1999  | LINEAR                               |
| 38410 -            | 1999 RT208             | 8 de setembre del 1999  | LINEAR                               |
| 38411 -            | 1999 RQ210             | 8 de setembre del 1999  | LINEAR                               |
| 38412 -            | 1999 RX210             | 8 de setembre del 1999  | LINEAR                               |
| 38413 -            | 1999 RY211             | 8 de setembre del 1999  | LINEAR                               |
| 38414 -            | 1999 RT213             | 13 de setembre del 1999 | Spacewatch                           |
| 38415 -            | 1999 RU213             | 13 de setembre del 1999 | Spacewatch                           |
| 38416 -            | 1999 RV213             | 13 de setembre del 1999 | Spacewatch                           |
| 38417 -            | 1999 RN218             | 4 de setembre del 1999  | CSS                                  |
| 38418 -            | 1999 RW218             | 5 de setembre del 1999  | Spacewatch                           |
| 38419 -            | 1999 RX219             | 4 de setembre del 1999  | CSS                                  |
| 38420 -            | 1999 RV221             | 5 de setembre del 1999  | CSS                                  |
| 38421 -            | 1999 RZ221             | 6 de setembre del 1999  | CSS                                  |
| 38422 -            | 1999 RJ226             | 4 de setembre del 1999  | LONEOS                               |
| 38423 -            | 1999 RS226             | 5 de setembre del 1999  | CSS                                  |
| 38424 -            | 1999 RU228             | 5 de setembre del 1999  | CSS                                  |
| 38425 -            | 1999 RO230             | 8 de setembre del 1999  | CSS                                  |
| 38426 -            | 1999 RT230             | 8 de setembre del 1999  | CSS                                  |
| 38427 -            | 1999 RB231             | 8 de setembre del 1999  | CSS                                  |
| 38428 -            | 1999 RQ231             | 9 de setembre del 1999  | LONEOS                               |
| 38429 -            | 1999 RX231             | 9 de setembre del 1999  | LONEOS                               |
| 38430 -            | 1999 RG232             | 9 de setembre del 1999  | LONEOS                               |
| 38431 -            | 1999 RR232             | 8 de setembre del 1999  | CSS                                  |
| 38432 -            | 1999 RU235             | 8 de setembre del 1999  | CSS                                  |
| 38433 -            | 1999 RL236             | 8 de setembre del 1999  | CSS                                  |
| 38434 -            | 1999 RX236             | 8 de setembre del 1999  | CSS                                  |
| 38435 -            | 1999 RA241             | 11 de setembre del 1999 | LONEOS                               |
| 38436 -            | 1999 RS241             | 14 de setembre del 1999 | CSS                                  |
| 38437 -            | 1999 RV242             | 4 de setembre del 1999  | LONEOS                               |
| 38438 -            | 1999 RC249             | 7 de setembre del 1999  | LINEAR                               |
| 38439 -            | 1999 SQ4               | 29 de setembre del 1999 | K. Korlević                          |
| 38440 -            | 1999 SA5               | 29 de setembre del 1999 | LINEAR                               |
| 38441 -            | 1999 SN6               | 30 de setembre del 1999 | LINEAR                               |
| 38442 -            | 1999 SU6               | 24 de setembre del 1999 | JAS, K. Sárneczky, G. Szabó          |
| 38443 -            | 1999 SM7               | 29 de setembre del 1999 | LINEAR                               |
| 38444 -            | 1999 SY9               | 29 de setembre del 1999 | F. B. Zoltowski                      |
| 38445 -            | 1999 SB12              | 30 de setembre del 1999 | CSS                                  |
| 38446 -            | 1999 SK17              | 30 de setembre del 1999 | LINEAR                               |
| 38447 -            | 1999 SO18              | 30 de setembre del 1999 | LINEAR                               |
| 38448 -            | 1999 SS18              | 30 de setembre del 1999 | LINEAR                               |
| 38449 -            | 1999 SM22              | 30 de setembre del 1999 | Spacewatch                           |
| 38450 -            | 1999 TH                | 2 d'octubre del 1999    | P. G. Comba                          |
| 38451 -            | 1999 TU                | 1 d'octubre del 1999    | K. Korlević                          |
| 38452 -            | 1999 TE1               | 1 d'octubre del 1999    | K. Korlević                          |
| 38453 -            | 1999 TU1               | 1 d'octubre del 1999    | K. Korlević                          |
| 38454 Boroson      | 1999 TB2               | 2 d'octubre del 1999    | C. W. Juels                          |
| 38455 -            | 1999 TK3               | 4 d'octubre del 1999    | P. G. Comba                          |
| 38456 -            | 1999 TO6               | 6 d'octubre del 1999    | K. Korlević, M. Jurić                |
| 38457 -            | 1999 TJ9               | 7 d'octubre del 1999    | K. Korlević, M. Jurić                |
| 38458 -            | 1999 TP12              | 12 d'octubre del 1999   | P. G. Comba                          |
| 38459 -            | 1999 TX12              | 10 d'octubre del 1999   | C. W. Juels                          |
| 38460 -            | 1999 TH13              | 7 d'octubre del 1999    | K. Korlević, M. Jurić                |
| 38461 Jiřítrnka    | 1999 TR17              | 15 d'octubre del 1999   | P. Pravec                            |
| 38462 -            | 1999 TL21              | 12 d'octubre del 1999   | W. Bickel                            |
| 38463 -            | 1999 TM22              | 3 d'octubre del 1999    | Spacewatch                           |
| 38464 -            | 1999 TZ24              | 2 d'octubre del 1999    | LINEAR                               |
| 38465 -            | 1999 TL28              | 4 d'octubre del 1999    | LINEAR                               |
| 38466 -            | 1999 TU29              | 4 d'octubre del 1999    | LINEAR                               |
| 38467 -            | 1999 TW33              | 4 d'octubre del 1999    | LINEAR                               |
| 38468 -            | 1999 TD34              | 5 d'octubre del 1999    | LINEAR                               |
| 38469 -            | 1999 TN34              | 2 d'octubre del 1999    | LINEAR                               |
| 38470 -            | 1999 TL36              | 12 d'octubre del 1999   | LONEOS                               |
| 38471 -            | 1999 TH39              | 3 d'octubre del 1999    | CSS                                  |
| 38472 -            | 1999 TJ51              | 4 d'octubre del 1999    | Spacewatch                           |
| 38473 -            | 1999 TA85              | 14 d'octubre del 1999   | Spacewatch                           |
| 38474 -            | 1999 TS88              | 2 d'octubre del 1999    | LINEAR                               |
| 38475 -            | 1999 TT89              | 2 d'octubre del 1999    | LINEAR                               |
| 38476 -            | 1999 TA91              | 2 d'octubre del 1999    | LINEAR                               |
| 38477 -            | 1999 TR92              | 2 d'octubre del 1999    | LINEAR                               |
| 38478 -            | 1999 TX94              | 2 d'octubre del 1999    | LINEAR                               |
| 38479 -            | 1999 TK95              | 2 d'octubre del 1999    | LINEAR                               |
| 38480 -            | 1999 TL99              | 2 d'octubre del 1999    | LINEAR                               |
| 38481 -            | 1999 TX99              | 2 d'octubre del 1999    | LINEAR                               |
| 38482 -            | 1999 TC100             | 2 d'octubre del 1999    | LINEAR                               |
| 38483 -            | 1999 TW100             | 2 d'octubre del 1999    | LINEAR                               |
| 38484 -            | 1999 TX100             | 2 d'octubre del 1999    | LINEAR                               |
| 38485 -            | 1999 TQ102             | 2 d'octubre del 1999    | LINEAR                               |
| 38486 -            | 1999 TE108             | 4 d'octubre del 1999    | LINEAR                               |
| 38487 -            | 1999 TL108             | 4 d'octubre del 1999    | LINEAR                               |
| 38488 -            | 1999 TP113             | 4 d'octubre del 1999    | LINEAR                               |
| 38489 -            | 1999 TB116             | 4 d'octubre del 1999    | LINEAR                               |
| 38490 -            | 1999 TA117             | 4 d'octubre del 1999    | LINEAR                               |
| 38491 -            | 1999 TO117             | 4 d'octubre del 1999    | LINEAR                               |
| 38492 -            | 1999 TQ117             | 4 d'octubre del 1999    | LINEAR                               |
| 38493 -            | 1999 TT117             | 4 d'octubre del 1999    | LINEAR                               |
| 38494 -            | 1999 TG119             | 4 d'octubre del 1999    | LINEAR                               |
| 38495 -            | 1999 TP119             | 4 d'octubre del 1999    | LINEAR                               |
| 38496 -            | 1999 TT120             | 4 d'octubre del 1999    | LINEAR                               |
| 38497 -            | 1999 TK130             | 6 d'octubre del 1999    | LINEAR                               |
| 38498 -            | 1999 TX148             | 7 d'octubre del 1999    | LINEAR                               |
| 38499 -            | 1999 TT161             | 9 d'octubre del 1999    | LINEAR                               |
| 38500 -            | 1999 TN165             | 10 d'octubre del 1999   | LINEAR                               |
| 38501-38600        |                        |                         |                                      |
| 38501 -            | 1999 TN170             | 10 d'octubre del 1999   | LINEAR                               |
| 38502 -            | 1999 TC171             | 10 d'octubre del 1999   | LINEAR                               |
| 38503 -            | 1999 TF186             | 12 d'octubre del 1999   | LINEAR                               |
| 38504 -            | 1999 TO186             | 12 d'octubre del 1999   | LINEAR                               |
| 38505 -            | 1999 TU190             | 12 d'octubre del 1999   | LINEAR                               |
| 38506 -            | 1999 TB192             | 12 d'octubre del 1999   | LINEAR                               |
| 38507 -            | 1999 TD192             | 12 d'octubre del 1999   | LINEAR                               |
| 38508 -            | 1999 TR213             | 15 d'octubre del 1999   | LINEAR                               |
| 38509 -            | 1999 TQ220             | 1 d'octubre del 1999    | CSS                                  |
| 38510 -            | 1999 TF221             | 2 d'octubre del 1999    | CSS                                  |
| 38511 -            | 1999 TU230             | 5 d'octubre del 1999    | LONEOS                               |
| 38512 -            | 1999 TU233             | 3 d'octubre del 1999    | LINEAR                               |
| 38513 -            | 1999 TJ236             | 3 d'octubre del 1999    | CSS                                  |
| 38514 -            | 1999 TF238             | 4 d'octubre del 1999    | CSS                                  |
| 38515 -            | 1999 TP245             | 7 d'octubre del 1999    | CSS                                  |
| 38516 -            | 1999 TQ248             | 8 d'octubre del 1999    | CSS                                  |
| 38517 -            | 1999 TL249             | 9 d'octubre del 1999    | CSS                                  |
| 38518 -            | 1999 TN252             | 8 d'octubre del 1999    | LINEAR                               |
| 38519 -            | 1999 TB253             | 9 d'octubre del 1999    | LINEAR                               |
| 38520 -            | 1999 TZ255             | 9 d'octubre del 1999    | Spacewatch                           |
| 38521 -            | 1999 TG262             | 14 d'octubre del 1999   | LINEAR                               |
| 38522 -            | 1999 TA271             | 3 d'octubre del 1999    | LINEAR                               |
| 38523 -            | 1999 TY279             | 7 d'octubre del 1999    | LINEAR                               |
| 38524 -            | 1999 TS287             | 10 d'octubre del 1999   | LINEAR                               |
| 38525 -            | 1999 TY288             | 10 d'octubre del 1999   | LINEAR                               |
| 38526 -            | 1999 TB296             | 1 d'octubre del 1999    | CSS                                  |
| 38527 -            | 1999 TJ315             | 9 d'octubre del 1999    | LINEAR                               |
| 38528 -            | 1999 UL4               | 31 d'octubre del 1999   | C. W. Juels                          |
| 38529 -            | 1999 UR6               | 29 d'octubre del 1999   | Beijing Schmidt CCD Asteroid Program |
| 38530 -            | 1999 UY14              | 29 d'octubre del 1999   | CSS                                  |
| 38531 -            | 1999 UF15              | 29 d'octubre del 1999   | CSS                                  |
| 38532 -            | 1999 UQ24              | 28 d'octubre del 1999   | CSS                                  |
| 38533 -            | 1999 UQ33              | 31 d'octubre del 1999   | Spacewatch                           |
| 38534 -            | 1999 UQ39              | 31 d'octubre del 1999   | Spacewatch                           |
| 38535 -            | 1999 UO42              | 28 d'octubre del 1999   | CSS                                  |
| 38536 -            | 1999 UT42              | 28 d'octubre del 1999   | CSS                                  |
| 38537 -            | 1999 UJ43              | 28 d'octubre del 1999   | CSS                                  |
| 38538 -            | 1999 UZ47              | 30 d'octubre del 1999   | CSS                                  |
| 38539 -            | 1999 UH52              | 31 d'octubre del 1999   | CSS                                  |
| 38540 Stevens      | 1999 VG2               | 5 de novembre del 1999  | D. S. Dixon                          |
| 38541 Rustichelli  | 1999 VT6               | 7 de novembre del 1999  | Cavezzo                              |
| 38542 -            | 1999 VD7               | 7 de novembre del 1999  | K. Korlević                          |
| 38543 -            | 1999 VW9               | 9 de novembre del 1999  | C. W. Juels                          |
| 38544 -            | 1999 VS21              | 12 de novembre del 1999 | K. Korlević                          |
| 38545 -            | 1999 VS27              | 3 de novembre del 1999  | CSS                                  |
| 38546 -            | 1999 VV32              | 3 de novembre del 1999  | LINEAR                               |
| 38547 -            | 1999 VN35              | 3 de novembre del 1999  | LINEAR                               |
| 38548 -            | 1999 VK47              | 3 de novembre del 1999  | LINEAR                               |
| 38549 -            | 1999 VG48              | 3 de novembre del 1999  | LINEAR                               |
| 38550 -            | 1999 VS53              | 4 de novembre del 1999  | LINEAR                               |
| 38551 -            | 1999 VD54              | 4 de novembre del 1999  | LINEAR                               |
| 38552 -            | 1999 VD66              | 4 de novembre del 1999  | LINEAR                               |
| 38553 -            | 1999 VU68              | 4 de novembre del 1999  | LINEAR                               |
| 38554 -            | 1999 VR78              | 4 de novembre del 1999  | LINEAR                               |
| 38555 -            | 1999 VG83              | 1 de novembre del 1999  | Spacewatch                           |
| 38556 -            | 1999 VP87              | 5 de novembre del 1999  | LINEAR                               |
| 38557 -            | 1999 VV92              | 9 de novembre del 1999  | LINEAR                               |
| 38558 -            | 1999 VM114             | 9 de novembre del 1999  | CSS                                  |
| 38559 -            | 1999 VC115             | 9 de novembre del 1999  | CSS                                  |
| 38560 -            | 1999 VC123             | 5 de novembre del 1999  | Spacewatch                           |
| 38561 -            | 1999 VA133             | 10 de novembre del 1999 | Spacewatch                           |
| 38562 -            | 1999 VG139             | 10 de novembre del 1999 | Spacewatch                           |
| 38563 -            | 1999 VW140             | 10 de novembre del 1999 | Spacewatch                           |
| 38564 -            | 1999 VB144             | 11 de novembre del 1999 | CSS                                  |
| 38565 -            | 1999 VY145             | 12 de novembre del 1999 | LINEAR                               |
| 38566 -            | 1999 VQ147             | 14 de novembre del 1999 | LINEAR                               |
| 38567 -            | 1999 VZ161             | 14 de novembre del 1999 | LINEAR                               |
| 38568 -            | 1999 VE184             | 15 de novembre del 1999 | LINEAR                               |
| 38569 -            | 1999 VO198             | 3 de novembre del 1999  | CSS                                  |
| 38570 -            | 1999 VH199             | 2 de novembre del 1999  | CSS                                  |
| 38571 -            | 1999 VH211             | 14 de novembre del 1999 | CSS                                  |
| 38572 -            | 1999 VU223             | 5 de novembre del 1999  | LINEAR                               |
| 38573 -            | 1999 WA1               | 19 de novembre del 1999 | D. K. Chesney                        |
| 38574 -            | 1999 WS4               | 28 de novembre del 1999 | T. Kobayashi                         |
| 38575 -            | 1999 XH2               | 2 de desembre del 1999  | Spacewatch                           |
| 38576 -            | 1999 XL3               | 4 de desembre del 1999  | CSS                                  |
| 38577 -            | 1999 XZ10              | 5 de desembre del 1999  | CSS                                  |
| 38578 -            | 1999 XS11              | 6 de desembre del 1999  | CSS                                  |
| 38579 -            | 1999 XM15              | 5 de desembre del 1999  | K. Korlević                          |
| 38580 -            | 1999 XN17              | 2 de desembre del 1999  | LINEAR                               |
| 38581 -            | 1999 XQ17              | 2 de desembre del 1999  | LINEAR                               |
| 38582 -            | 1999 XE37              | 7 de desembre del 1999  | C. W. Juels                          |
| 38583 -            | 1999 XX42              | 7 de desembre del 1999  | LINEAR                               |
| 38584 -            | 1999 XH47              | 7 de desembre del 1999  | LINEAR                               |
| 38585 -            | 1999 XD67              | 7 de desembre del 1999  | LINEAR                               |
| 38586 -            | 1999 XW70              | 7 de desembre del 1999  | LINEAR                               |
| 38587 -            | 1999 XO80              | 7 de desembre del 1999  | LINEAR                               |
| 38588 -            | 1999 XV91              | 7 de desembre del 1999  | LINEAR                               |
| 38589 -            | 1999 XV113             | 11 de desembre del 1999 | LINEAR                               |
| 38590 -            | 1999 XT115             | 5 de desembre del 1999  | CSS                                  |
| 38591 -            | 1999 XZ116             | 5 de desembre del 1999  | CSS                                  |
| 38592 -            | 1999 XH162             | 13 de desembre del 1999 | LINEAR                               |
| 38593 -            | 1999 XF166             | 10 de desembre del 1999 | LINEAR                               |
| 38594 -            | 1999 XF193             | 12 de desembre del 1999 | LINEAR                               |
| 38595 -            | 1999 XD196             | 12 de desembre del 1999 | LINEAR                               |
| 38596 -            | 1999 XP199             | 12 de desembre del 1999 | LINEAR                               |
| 38597 -            | 1999 XU200             | 12 de desembre del 1999 | LINEAR                               |
| 38598 -            | 1999 XQ208             | 13 de desembre del 1999 | LINEAR                               |
| 38599 -            | 1999 XC210             | 13 de desembre del 1999 | LINEAR                               |
| 38600 -            | 1999 XR213             | 14 de desembre del 1999 | LINEAR                               |
| 38601-38700        |                        |                         |                                      |
| 38601 -            | 1999 XK229             | 7 de desembre del 1999  | CSS                                  |
| 38602 -            | 1999 XW229             | 7 de desembre del 1999  | CSS                                  |
| 38603 -            | 1999 XO242             | 13 de desembre del 1999 | CSS                                  |
| 38604 -            | 1999 YJ4               | 27 de desembre del 1999 | G. Hug, G. Bell                      |
| 38605 -            | 1999 YV10              | 27 de desembre del 1999 | Spacewatch                           |
| 38606 -            | 1999 YC13              | 31 de desembre del 1999 | K. Korlević                          |
| 38607 -            | 2000 AN6               | 4 de gener del 2000     | P. G. Comba                          |
| 38608 -            | 2000 AW11              | 3 de gener del 2000     | LINEAR                               |
| 38609 -            | 2000 AB26              | 3 de gener del 2000     | LINEAR                               |
| 38610 -            | 2000 AU45              | 3 de gener del 2000     | LINEAR                               |
| 38611 -            | 2000 AS74              | 5 de gener del 2000     | LINEAR                               |
| 38612 -            | 2000 AA79              | 5 de gener del 2000     | LINEAR                               |
| 38613 -            | 2000 AV110             | 5 de gener del 2000     | LINEAR                               |
| 38614 -            | 2000 AA113             | 5 de gener del 2000     | LINEAR                               |
| 38615 -            | 2000 AV121             | 5 de gener del 2000     | LINEAR                               |
| 38616 -            | 2000 AS145             | 7 de gener del 2000     | LINEAR                               |
| 38617 -            | 2000 AY161             | 4 de gener del 2000     | LINEAR                               |
| 38618 -            | 2000 AH165             | 8 de gener del 2000     | LINEAR                               |
| 38619 -            | 2000 AW183             | 7 de gener del 2000     | LINEAR                               |
| 38620 -            | 2000 AQ186             | 8 de gener del 2000     | LINEAR                               |
| 38621 -            | 2000 AG201             | 9 de gener del 2000     | LINEAR                               |
| 38622 -            | 2000 AZ230             | 4 de gener del 2000     | LONEOS                               |
| 38623 -            | 2000 AQ233             | 5 de gener del 2000     | LINEAR                               |
| 38624 -            | 2000 CD12              | 2 de febrer del 2000    | LINEAR                               |
| 38625 -            | 2000 CN12              | 2 de febrer del 2000    | LINEAR                               |
| 38626 -            | 2000 EZ97              | 12 de març del 2000     | LINEAR                               |
| 38627 -            | 2000 EV119             | 11 de març del 2000     | LONEOS                               |
| 38628 Huya         | 2000 EB173             | 10 de març del 2000     | I. Ferrin                            |
| 38629 -            | 2000 ER173             | 4 de març del 2000      | LINEAR                               |
| 38630 -            | 2000 GA93              | 5 d'abril del 2000      | LINEAR                               |
| 38631 -            | 2000 KA31              | 28 de maig del 2000     | LINEAR                               |
| 38632 -            | 2000 KX36              | 29 de maig del 2000     | LINEAR                               |
| 38633 -            | 2000 LY13              | 6 de juny del 2000      | LINEAR                               |
| 38634 -            | 2000 LL18              | 8 de juny del 2000      | LINEAR                               |
| 38635 -            | 2000 LB21              | 8 de juny del 2000      | LINEAR                               |
| 38636 -            | 2000 LM27              | 6 de juny del 2000      | LONEOS                               |
| 38637 -            | 2000 LL35              | 1 de juny del 2000      | Spacewatch                           |
| 38638 -            | 2000 NZ8               | 7 de juliol del 2000    | LINEAR                               |
| 38639 -            | 2000 NJ16              | 5 de juliol del 2000    | LONEOS                               |
| 38640 -            | 2000 NO16              | 5 de juliol del 2000    | LONEOS                               |
| 38641 -            | 2000 NX16              | 5 de juliol del 2000    | LONEOS                               |
| 38642 -            | 2000 NY17              | 5 de juliol del 2000    | LONEOS                               |
| 38643 -            | 2000 NZ19              | 5 de juliol del 2000    | LONEOS                               |
| 38644 -            | 2000 NN21              | 7 de juliol del 2000    | LINEAR                               |
| 38645 -            | 2000 OT3               | 24 de juliol del 2000   | LINEAR                               |
| 38646 -            | 2000 OX4               | 24 de juliol del 2000   | LINEAR                               |
| 38647 -            | 2000 OW8               | 31 de juliol del 2000   | LINEAR                               |
| 38648 -            | 2000 OG11              | 23 de juliol del 2000   | LINEAR                               |
| 38649 -            | 2000 OX16              | 23 de juliol del 2000   | LINEAR                               |
| 38650 -            | 2000 ON17              | 23 de juliol del 2000   | LINEAR                               |
| 38651 -            | 2000 ON18              | 23 de juliol del 2000   | LINEAR                               |
| 38652 -            | 2000 OV20              | 31 de juliol del 2000   | LINEAR                               |
| 38653 -            | 2000 OT22              | 31 de juliol del 2000   | LINEAR                               |
| 38654 -            | 2000 OK27              | 23 de juliol del 2000   | LINEAR                               |
| 38655 -            | 2000 OX38              | 30 de juliol del 2000   | LINEAR                               |
| 38656 -            | 2000 OR45              | 30 de juliol del 2000   | LINEAR                               |
| 38657 -            | 2000 OO46              | 31 de juliol del 2000   | LINEAR                               |
| 38658 -            | 2000 ON48              | 31 de juliol del 2000   | LINEAR                               |
| 38659 -            | 2000 OS48              | 31 de juliol del 2000   | LINEAR                               |
| 38660 -            | 2000 OT48              | 31 de juliol del 2000   | LINEAR                               |
| 38661 -            | 2000 OC49              | 31 de juliol del 2000   | LINEAR                               |
| 38662 -            | 2000 OG49              | 31 de juliol del 2000   | LINEAR                               |
| 38663 -            | 2000 OK49              | 31 de juliol del 2000   | LINEAR                               |
| 38664 -            | 2000 OU50              | 31 de juliol del 2000   | LINEAR                               |
| 38665 -            | 2000 OC52              | 31 de juliol del 2000   | LINEAR                               |
| 38666 -            | 2000 OR52              | 31 de juliol del 2000   | LINEAR                               |
| 38667 -            | 2000 OT56              | 29 de juliol del 2000   | LONEOS                               |
| 38668 -            | 2000 PM                | 1 d'agost del 2000      | J. Broughton                         |
| 38669 -            | 2000 PX3               | 3 d'agost del 2000      | BATTeRS                              |
| 38670 -            | 2000 PR6               | 3 d'agost del 2000      | LINEAR                               |
| 38671 Verdaguer    | 2000 PZ6               | 7 d'agost del 2000      | J. Nomen                             |
| 38672 -            | 2000 PN7               | 2 d'agost del 2000      | LINEAR                               |
| 38673 -            | 2000 PC8               | 3 d'agost del 2000      | LINEAR                               |
| 38674 Těšínsko     | 2000 PT8               | 9 d'agost del 2000      | L. Šarounová                         |
| 38675 -            | 2000 PT10              | 1 d'agost del 2000      | LINEAR                               |
| 38676 -            | 2000 PR15              | 1 d'agost del 2000      | LINEAR                               |
| 38677 -            | 2000 PD25              | 3 d'agost del 2000      | LINEAR                               |
| 38678 -            | 2000 PS26              | 5 d'agost del 2000      | NEAT                                 |
| 38679 -            | 2000 QX                | 22 d'agost del 2000     | S. Sposetti                          |
| 38680 -            | 2000 QM2               | 24 d'agost del 2000     | LINEAR                               |
| 38681 -            | 2000 QK6               | 24 d'agost del 2000     | Starkenburg                          |
| 38682 -            | 2000 QE7               | 24 d'agost del 2000     | LINEAR                               |
| 38683 -            | 2000 QQ7               | 25 d'agost del 2000     | LINEAR                               |
| 38684 Velehrad     | 2000 QK9               | 25 d'agost del 2000     | P. Pravec, P. Kušnirák               |
| 38685 -            | 2000 QP9               | 26 d'agost del 2000     | P. Kušnirák, P. Pravec               |
| 38686 -            | 2000 QE10              | 24 d'agost del 2000     | LINEAR                               |
| 38687 -            | 2000 QT18              | 24 d'agost del 2000     | LINEAR                               |
| 38688 -            | 2000 QS23              | 25 d'agost del 2000     | LINEAR                               |
| 38689 -            | 2000 QS27              | 24 d'agost del 2000     | LINEAR                               |
| 38690 -            | 2000 QS29              | 24 d'agost del 2000     | LINEAR                               |
| 38691 -            | 2000 QY29              | 25 d'agost del 2000     | LINEAR                               |
| 38692 -            | 2000 QD30              | 25 d'agost del 2000     | LINEAR                               |
| 38693 -            | 2000 QB36              | 24 d'agost del 2000     | LINEAR                               |
| 38694 -            | 2000 QO46              | 24 d'agost del 2000     | LINEAR                               |
| 38695 -            | 2000 QQ50              | 24 d'agost del 2000     | LINEAR                               |
| 38696 -            | 2000 QR58              | 26 d'agost del 2000     | LINEAR                               |
| 38697 -            | 2000 QM62              | 28 d'agost del 2000     | LINEAR                               |
| 38698 -            | 2000 QU63              | 28 d'agost del 2000     | LINEAR                               |
| 38699 -            | 2000 QX63              | 28 d'agost del 2000     | LINEAR                               |
| 38700 -            | 2000 QL65              | 28 d'agost del 2000     | LINEAR                               |
| 38701-38800        |                        |                         |                                      |
| 38701 -            | 2000 QB66              | 28 d'agost del 2000     | LINEAR                               |
| 38702 -            | 2000 QX66              | 28 d'agost del 2000     | LINEAR                               |
| 38703 -            | 2000 QR72              | 24 d'agost del 2000     | LINEAR                               |
| 38704 -            | 2000 QZ76              | 24 d'agost del 2000     | LINEAR                               |
| 38705 -            | 2000 QU80              | 24 d'agost del 2000     | LINEAR                               |
| 38706 -            | 2000 QP83              | 24 d'agost del 2000     | LINEAR                               |
| 38707 -            | 2000 QK89              | 25 d'agost del 2000     | LINEAR                               |
| 38708 -            | 2000 QQ89              | 25 d'agost del 2000     | LINEAR                               |
| 38709 -            | 2000 QO90              | 25 d'agost del 2000     | LINEAR                               |
| 38710 -            | 2000 QG97              | 28 d'agost del 2000     | LINEAR                               |
| 38711 -            | 2000 QU97              | 28 d'agost del 2000     | LINEAR                               |
| 38712 -            | 2000 QP103             | 28 d'agost del 2000     | LINEAR                               |
| 38713 -            | 2000 QJ116             | 28 d'agost del 2000     | LINEAR                               |
| 38714 -            | 2000 QS116             | 28 d'agost del 2000     | LINEAR                               |
| 38715 -            | 2000 QY120             | 25 d'agost del 2000     | LINEAR                               |
| 38716 -            | 2000 QL121             | 25 d'agost del 2000     | LINEAR                               |
| 38717 -            | 2000 QM121             | 25 d'agost del 2000     | LINEAR                               |
| 38718 -            | 2000 QW121             | 25 d'agost del 2000     | LINEAR                               |
| 38719 -            | 2000 QQ127             | 24 d'agost del 2000     | LINEAR                               |
| 38720 -            | 2000 QB128             | 24 d'agost del 2000     | LINEAR                               |
| 38721 -            | 2000 QQ128             | 25 d'agost del 2000     | LINEAR                               |
| 38722 -            | 2000 QU128             | 25 d'agost del 2000     | LINEAR                               |
| 38723 -            | 2000 QT129             | 30 d'agost del 2000     | K. Korlević                          |
| 38724 -            | 2000 QW129             | 31 d'agost del 2000     | J. Broughton                         |
| 38725 -            | 2000 QD130             | 31 d'agost del 2000     | LINEAR                               |
| 38726 -            | 2000 QQ131             | 24 d'agost del 2000     | LINEAR                               |
| 38727 -            | 2000 QR131             | 25 d'agost del 2000     | LINEAR                               |
| 38728 -            | 2000 QJ133             | 26 d'agost del 2000     | LINEAR                               |
| 38729 -            | 2000 QP137             | 31 d'agost del 2000     | LINEAR                               |
| 38730 -            | 2000 QE138             | 31 d'agost del 2000     | LINEAR                               |
| 38731 -            | 2000 QX138             | 31 d'agost del 2000     | LINEAR                               |
| 38732 -            | 2000 QF140             | 31 d'agost del 2000     | LINEAR                               |
| 38733 -            | 2000 QF141             | 31 d'agost del 2000     | LINEAR                               |
| 38734 -            | 2000 QC143             | 31 d'agost del 2000     | LINEAR                               |
| 38735 -            | 2000 QQ144             | 31 d'agost del 2000     | LINEAR                               |
| 38736 -            | 2000 QU144             | 31 d'agost del 2000     | LINEAR                               |
| 38737 -            | 2000 QN146             | 31 d'agost del 2000     | LINEAR                               |
| 38738 -            | 2000 QT146             | 31 d'agost del 2000     | LINEAR                               |
| 38739 -            | 2000 QO149             | 24 d'agost del 2000     | LINEAR                               |
| 38740 -            | 2000 QC152             | 26 d'agost del 2000     | LINEAR                               |
| 38741 -            | 2000 QO180             | 31 d'agost del 2000     | LINEAR                               |
| 38742 -            | 2000 QP184             | 26 d'agost del 2000     | LINEAR                               |
| 38743 -            | 2000 QB185             | 26 d'agost del 2000     | LINEAR                               |
| 38744 -            | 2000 QE186             | 26 d'agost del 2000     | LINEAR                               |
| 38745 -            | 2000 QM186             | 26 d'agost del 2000     | LINEAR                               |
| 38746 -            | 2000 QT186             | 26 d'agost del 2000     | LINEAR                               |
| 38747 -            | 2000 QE190             | 26 d'agost del 2000     | LINEAR                               |
| 38748 -            | 2000 QY191             | 26 d'agost del 2000     | LINEAR                               |
| 38749 -            | 2000 QU206             | 31 d'agost del 2000     | LINEAR                               |
| 38750 -            | 2000 QJ207             | 31 d'agost del 2000     | LINEAR                               |
| 38751 -            | 2000 QN207             | 31 d'agost del 2000     | LINEAR                               |
| 38752 -            | 2000 QY207             | 31 d'agost del 2000     | LINEAR                               |
| 38753 -            | 2000 QE217             | 31 d'agost del 2000     | LINEAR                               |
| 38754 -            | 2000 QG217             | 31 d'agost del 2000     | LINEAR                               |
| 38755 -            | 2000 QR227             | 31 d'agost del 2000     | LINEAR                               |
| 38756 -            | 2000 QG228             | 31 d'agost del 2000     | LINEAR                               |
| 38757 -            | 2000 RM1               | 1 de setembre del 2000  | LINEAR                               |
| 38758 -            | 2000 RS2               | 1 de setembre del 2000  | LINEAR                               |
| 38759 -            | 2000 RD3               | 1 de setembre del 2000  | LINEAR                               |
| 38760 -            | 2000 RG3               | 1 de setembre del 2000  | LINEAR                               |
| 38761 -            | 2000 RH3               | 1 de setembre del 2000  | LINEAR                               |
| 38762 -            | 2000 RK4               | 1 de setembre del 2000  | LINEAR                               |
| 38763 -            | 2000 RW5               | 1 de setembre del 2000  | LINEAR                               |
| 38764 -            | 2000 RB6               | 1 de setembre del 2000  | LINEAR                               |
| 38765 -            | 2000 RU6               | 1 de setembre del 2000  | LINEAR                               |
| 38766 -            | 2000 RV6               | 1 de setembre del 2000  | LINEAR                               |
| 38767 -            | 2000 RB7               | 1 de setembre del 2000  | LINEAR                               |
| 38768 -            | 2000 RF7               | 1 de setembre del 2000  | LINEAR                               |
| 38769 -            | 2000 RS7               | 1 de setembre del 2000  | LINEAR                               |
| 38770 -            | 2000 RT8               | 1 de setembre del 2000  | LINEAR                               |
| 38771 -            | 2000 RP9               | 1 de setembre del 2000  | LINEAR                               |
| 38772 -            | 2000 RR9               | 1 de setembre del 2000  | LINEAR                               |
| 38773 -            | 2000 RY9               | 1 de setembre del 2000  | LINEAR                               |
| 38774 -            | 2000 RD10              | 1 de setembre del 2000  | LINEAR                               |
| 38775 -            | 2000 RZ10              | 1 de setembre del 2000  | LINEAR                               |
| 38776 -            | 2000 RK11              | 1 de setembre del 2000  | LINEAR                               |
| 38777 -            | 2000 RS17              | 1 de setembre del 2000  | LINEAR                               |
| 38778 -            | 2000 RX19              | 1 de setembre del 2000  | LINEAR                               |
| 38779 -            | 2000 RH22              | 1 de setembre del 2000  | LINEAR                               |
| 38780 -            | 2000 RX30              | 1 de setembre del 2000  | LINEAR                               |
| 38781 -            | 2000 RN31              | 1 de setembre del 2000  | LINEAR                               |
| 38782 -            | 2000 RP31              | 1 de setembre del 2000  | LINEAR                               |
| 38783 -            | 2000 RU35              | 2 de setembre del 2000  | LINEAR                               |
| 38784 -            | 2000 RT42              | 3 de setembre del 2000  | LINEAR                               |
| 38785 -            | 2000 RR43              | 3 de setembre del 2000  | LINEAR                               |
| 38786 -            | 2000 RG45              | 3 de setembre del 2000  | LINEAR                               |
| 38787 -            | 2000 RU45              | 3 de setembre del 2000  | LINEAR                               |
| 38788 -            | 2000 RW45              | 3 de setembre del 2000  | LINEAR                               |
| 38789 -            | 2000 RB46              | 3 de setembre del 2000  | LINEAR                               |
| 38790 -            | 2000 RE46              | 3 de setembre del 2000  | LINEAR                               |
| 38791 -            | 2000 RU46              | 3 de setembre del 2000  | LINEAR                               |
| 38792 -            | 2000 RA49              | 4 de setembre del 2000  | LINEAR                               |
| 38793 -            | 2000 RY49              | 5 de setembre del 2000  | LINEAR                               |
| 38794 -            | 2000 RC50              | 5 de setembre del 2000  | LINEAR                               |
| 38795 -            | 2000 RA51              | 5 de setembre del 2000  | LINEAR                               |
| 38796 -            | 2000 RK51              | 5 de setembre del 2000  | LINEAR                               |
| 38797 -            | 2000 RW51              | 5 de setembre del 2000  | LINEAR                               |
| 38798 -            | 2000 RB54              | 1 de setembre del 2000  | LINEAR                               |
| 38799 -            | 2000 RE54              | 1 de setembre del 2000  | LINEAR                               |
| 38800 -            | 2000 RA55              | 3 de setembre del 2000  | LINEAR                               |
| 38801-38900        |                        |                         |                                      |
| 38801 -            | 2000 RS55              | 4 de setembre del 2000  | LINEAR                               |
| 38802 -            | 2000 RW60              | 6 de setembre del 2000  | LINEAR                               |
| 38803 -            | 2000 RH62              | 1 de setembre del 2000  | LINEAR                               |
| 38804 -            | 2000 RB64              | 3 de setembre del 2000  | LINEAR                               |
| 38805 -            | 2000 RL65              | 1 de setembre del 2000  | LINEAR                               |
| 38806 -            | 2000 RH66              | 1 de setembre del 2000  | LINEAR                               |
| 38807 -            | 2000 RM68              | 2 de setembre del 2000  | LINEAR                               |
| 38808 -            | 2000 RX68              | 2 de setembre del 2000  | LINEAR                               |
| 38809 -            | 2000 RT69              | 2 de setembre del 2000  | LINEAR                               |
| 38810 -            | 2000 RP70              | 2 de setembre del 2000  | LINEAR                               |
| 38811 -            | 2000 RW71              | 2 de setembre del 2000  | LINEAR                               |
| 38812 -            | 2000 RL72              | 2 de setembre del 2000  | LINEAR                               |
| 38813 -            | 2000 RP72              | 2 de setembre del 2000  | LINEAR                               |
| 38814 -            | 2000 RR72              | 2 de setembre del 2000  | LINEAR                               |
| 38815 -            | 2000 RY73              | 2 de setembre del 2000  | LINEAR                               |
| 38816 -            | 2000 RZ73              | 2 de setembre del 2000  | LINEAR                               |
| 38817 -            | 2000 RH74              | 2 de setembre del 2000  | LINEAR                               |
| 38818 -            | 2000 RJ74              | 2 de setembre del 2000  | LINEAR                               |
| 38819 -            | 2000 RX75              | 3 de setembre del 2000  | LINEAR                               |
| 38820 -            | 2000 RB77              | 7 de setembre del 2000  | LINEAR                               |
| 38821 Linchinghsia | 2000 RJ78              | 9 de setembre del 2000  | W. K. Y. Yeung                       |
| 38822 -            | 2000 RY83              | 1 de setembre del 2000  | LINEAR                               |
| 38823 -            | 2000 RN87              | 2 de setembre del 2000  | LONEOS                               |
| 38824 -            | 2000 RG91              | 3 de setembre del 2000  | LINEAR                               |
| 38825 -            | 2000 RS91              | 3 de setembre del 2000  | LINEAR                               |
| 38826 -            | 2000 RZ92              | 3 de setembre del 2000  | LINEAR                               |
| 38827 -            | 2000 RQ93              | 4 de setembre del 2000  | LONEOS                               |
| 38828 -            | 2000 RQ94              | 4 de setembre del 2000  | LONEOS                               |
| 38829 -            | 2000 RQ96              | 4 de setembre del 2000  | LONEOS                               |
| 38830 -            | 2000 RK99              | 5 de setembre del 2000  | LONEOS                               |
| 38831 -            | 2000 RC105             | 7 de setembre del 2000  | LINEAR                               |
| 38832 -            | 2000 RH105             | 7 de setembre del 2000  | LINEAR                               |
| 38833 -            | 2000 SC                | 17 de setembre del 2000 | LINEAR                               |
| 38834 -            | 2000 SP1               | 18 de setembre del 2000 | LINEAR                               |
| 38835 -            | 2000 SS2               | 20 de setembre del 2000 | NEAT                                 |
| 38836 -            | 2000 SS19              | 23 de setembre del 2000 | LINEAR                               |
| 38837 -            | 2000 SM23              | 26 de setembre del 2000 | K. Korlević                          |
| 38838 -            | 2000 SB31              | 24 de setembre del 2000 | LINEAR                               |
| 38839 -            | 2000 SU32              | 24 de setembre del 2000 | LINEAR                               |
| 38840 -            | 2000 SH39              | 24 de setembre del 2000 | LINEAR                               |
| 38841 -            | 2000 SH43              | 26 de setembre del 2000 | Črni Vrh                             |
| 38842 -            | 2000 SW44              | 26 de setembre del 2000 | Nachi-Katsuura                       |
| 38843 -            | 2000 SN49              | 23 de setembre del 2000 | LINEAR                               |
| 38844 -            | 2000 SW58              | 24 de setembre del 2000 | LINEAR                               |
| 38845 -            | 2000 SL59              | 24 de setembre del 2000 | LINEAR                               |
| 38846 -            | 2000 SH68              | 24 de setembre del 2000 | LINEAR                               |
| 38847 -            | 2000 SJ68              | 24 de setembre del 2000 | LINEAR                               |
| 38848 -            | 2000 SN68              | 24 de setembre del 2000 | LINEAR                               |
| 38849 -            | 2000 SS68              | 24 de setembre del 2000 | LINEAR                               |
| 38850 -            | 2000 SW68              | 24 de setembre del 2000 | LINEAR                               |
| 38851 -            | 2000 SM69              | 24 de setembre del 2000 | LINEAR                               |
| 38852 -            | 2000 SR70              | 24 de setembre del 2000 | LINEAR                               |
| 38853 -            | 2000 SW71              | 24 de setembre del 2000 | LINEAR                               |
| 38854 -            | 2000 SY71              | 24 de setembre del 2000 | LINEAR                               |
| 38855 -            | 2000 SY81              | 24 de setembre del 2000 | LINEAR                               |
| 38856 -            | 2000 SH87              | 24 de setembre del 2000 | LINEAR                               |
| 38857 -            | 2000 SE88              | 24 de setembre del 2000 | LINEAR                               |
| 38858 -            | 2000 SB91              | 22 de setembre del 2000 | LINEAR                               |
| 38859 -            | 2000 SL92              | 23 de setembre del 2000 | LINEAR                               |
| 38860 -            | 2000 SH100             | 23 de setembre del 2000 | LINEAR                               |
| 38861 -            | 2000 SB104             | 24 de setembre del 2000 | LINEAR                               |
| 38862 -            | 2000 SD105             | 24 de setembre del 2000 | LINEAR                               |
| 38863 -            | 2000 SX108             | 24 de setembre del 2000 | LINEAR                               |
| 38864 -            | 2000 SZ108             | 24 de setembre del 2000 | LINEAR                               |
| 38865 -            | 2000 SD111             | 24 de setembre del 2000 | LINEAR                               |
| 38866 -            | 2000 SK111             | 24 de setembre del 2000 | LINEAR                               |
| 38867 -            | 2000 SF112             | 24 de setembre del 2000 | LINEAR                               |
| 38868 -            | 2000 SX112             | 24 de setembre del 2000 | LINEAR                               |
| 38869 -            | 2000 SL113             | 24 de setembre del 2000 | LINEAR                               |
| 38870 -            | 2000 SQ114             | 24 de setembre del 2000 | LINEAR                               |
| 38871 -            | 2000 SO115             | 24 de setembre del 2000 | LINEAR                               |
| 38872 -            | 2000 SP116             | 24 de setembre del 2000 | LINEAR                               |
| 38873 -            | 2000 SB117             | 24 de setembre del 2000 | LINEAR                               |
| 38874 -            | 2000 SZ119             | 24 de setembre del 2000 | LINEAR                               |
| 38875 -            | 2000 SA120             | 24 de setembre del 2000 | LINEAR                               |
| 38876 -            | 2000 SX120             | 24 de setembre del 2000 | LINEAR                               |
| 38877 -            | 2000 SE121             | 24 de setembre del 2000 | LINEAR                               |
| 38878 -            | 2000 SL121             | 24 de setembre del 2000 | LINEAR                               |
| 38879 -            | 2000 SO121             | 24 de setembre del 2000 | LINEAR                               |
| 38880 -            | 2000 SD123             | 24 de setembre del 2000 | LINEAR                               |
| 38881 -            | 2000 SE123             | 24 de setembre del 2000 | LINEAR                               |
| 38882 -            | 2000 SG123             | 24 de setembre del 2000 | LINEAR                               |
| 38883 -            | 2000 SZ123             | 24 de setembre del 2000 | LINEAR                               |
| 38884 -            | 2000 SF124             | 24 de setembre del 2000 | LINEAR                               |
| 38885 -            | 2000 SG126             | 24 de setembre del 2000 | LINEAR                               |
| 38886 -            | 2000 SW126             | 24 de setembre del 2000 | LINEAR                               |
| 38887 -            | 2000 SN134             | 23 de setembre del 2000 | LINEAR                               |
| 38888 -            | 2000 SA137             | 23 de setembre del 2000 | LINEAR                               |
| 38889 -            | 2000 SJ146             | 24 de setembre del 2000 | LINEAR                               |
| 38890 -            | 2000 SO146             | 24 de setembre del 2000 | LINEAR                               |
| 38891 -            | 2000 SO148             | 24 de setembre del 2000 | LINEAR                               |
| 38892 -            | 2000 SS148             | 24 de setembre del 2000 | LINEAR                               |
| 38893 -            | 2000 SH149             | 24 de setembre del 2000 | LINEAR                               |
| 38894 -            | 2000 SC152             | 24 de setembre del 2000 | LINEAR                               |
| 38895 -            | 2000 SE152             | 24 de setembre del 2000 | LINEAR                               |
| 38896 -            | 2000 SB153             | 24 de setembre del 2000 | LINEAR                               |
| 38897 -            | 2000 SO154             | 24 de setembre del 2000 | LINEAR                               |
| 38898 -            | 2000 SD155             | 24 de setembre del 2000 | LINEAR                               |
| 38899 -            | 2000 SG157             | 26 de setembre del 2000 | LINEAR                               |
| 38900 -            | 2000 SH157             | 26 de setembre del 2000 | LINEAR                               |
| 38901-39000        |                        |                         |                                      |
| 38901 -            | 2000 SQ157             | 27 de setembre del 2000 | LINEAR                               |
| 38902 -            | 2000 SO158             | 22 de setembre del 2000 | Spacewatch                           |
| 38903 -            | 2000 SP160             | 27 de setembre del 2000 | LINEAR                               |
| 38904 -            | 2000 SG162             | 21 de setembre del 2000 | NEAT                                 |
| 38905 -            | 2000 SW167             | 23 de setembre del 2000 | LINEAR                               |
| 38906 -            | 2000 SE169             | 23 de setembre del 2000 | LINEAR                               |
| 38907 -            | 2000 SC170             | 24 de setembre del 2000 | LINEAR                               |
| 38908 -            | 2000 SX170             | 24 de setembre del 2000 | LINEAR                               |
| 38909 -            | 2000 SQ172             | 27 de setembre del 2000 | LINEAR                               |
| 38910 -            | 2000 SA178             | 28 de setembre del 2000 | LINEAR                               |
| 38911 -            | 2000 SW178             | 28 de setembre del 2000 | LINEAR                               |
| 38912 -            | 2000 SK179             | 28 de setembre del 2000 | LINEAR                               |
| 38913 -            | 2000 SY184             | 20 de setembre del 2000 | NEAT                                 |
| 38914 -            | 2000 SQ186             | 21 de setembre del 2000 | Spacewatch                           |
| 38915 -            | 2000 SR189             | 22 de setembre del 2000 | NEAT                                 |
| 38916 -            | 2000 SY189             | 22 de setembre del 2000 | NEAT                                 |
| 38917 -            | 2000 SE190             | 23 de setembre del 2000 | Spacewatch                           |
| 38918 -            | 2000 SS205             | 24 de setembre del 2000 | LINEAR                               |
| 38919 -            | 2000 SS218             | 26 de setembre del 2000 | LINEAR                               |
| 38920 -            | 2000 SW218             | 26 de setembre del 2000 | LINEAR                               |
| 38921 -            | 2000 SG219             | 26 de setembre del 2000 | LINEAR                               |
| 38922 -            | 2000 SF221             | 26 de setembre del 2000 | LINEAR                               |
| 38923 -            | 2000 SM221             | 26 de setembre del 2000 | LINEAR                               |
| 38924 -            | 2000 SB222             | 26 de setembre del 2000 | LINEAR                               |
| 38925 -            | 2000 SE222             | 26 de setembre del 2000 | LINEAR                               |
| 38926 -            | 2000 SH226             | 27 de setembre del 2000 | LINEAR                               |
| 38927 -            | 2000 SV226             | 27 de setembre del 2000 | LINEAR                               |
| 38928 -            | 2000 SY226             | 27 de setembre del 2000 | LINEAR                               |
| 38929 -            | 2000 SH227             | 27 de setembre del 2000 | LINEAR                               |
| 38930 -            | 2000 SW230             | 28 de setembre del 2000 | LINEAR                               |
| 38931 -            | 2000 SY234             | 24 de setembre del 2000 | LINEAR                               |
| 38932 -            | 2000 SL236             | 24 de setembre del 2000 | LINEAR                               |
| 38933 -            | 2000 SE237             | 24 de setembre del 2000 | LINEAR                               |
| 38934 -            | 2000 SB239             | 26 de setembre del 2000 | LINEAR                               |
| 38935 -            | 2000 SC239             | 26 de setembre del 2000 | LINEAR                               |
| 38936 -            | 2000 SD258             | 24 de setembre del 2000 | LINEAR                               |
| 38937 -            | 2000 SL258             | 24 de setembre del 2000 | LINEAR                               |
| 38938 -            | 2000 SU258             | 24 de setembre del 2000 | LINEAR                               |
| 38939 -            | 2000 SH260             | 24 de setembre del 2000 | LINEAR                               |
| 38940 -            | 2000 SY265             | 26 de setembre del 2000 | LINEAR                               |
| 38941 -            | 2000 SN269             | 27 de setembre del 2000 | LINEAR                               |
| 38942 -            | 2000 SA271             | 27 de setembre del 2000 | LINEAR                               |
| 38943 -            | 2000 SQ273             | 28 de setembre del 2000 | LINEAR                               |
| 38944 -            | 2000 SF274             | 28 de setembre del 2000 | LINEAR                               |
| 38945 -            | 2000 SO274             | 28 de setembre del 2000 | LINEAR                               |
| 38946 -            | 2000 SS274             | 28 de setembre del 2000 | LINEAR                               |
| 38947 -            | 2000 SD287             | 26 de setembre del 2000 | LINEAR                               |
| 38948 -            | 2000 ST292             | 27 de setembre del 2000 | LINEAR                               |
| 38949 -            | 2000 SJ295             | 27 de setembre del 2000 | LINEAR                               |
| 38950 -            | 2000 ST295             | 27 de setembre del 2000 | LINEAR                               |
| 38951 -            | 2000 SA296             | 27 de setembre del 2000 | LINEAR                               |
| 38952 -            | 2000 SG309             | 30 de setembre del 2000 | LINEAR                               |
| 38953 -            | 2000 SK310             | 26 de setembre del 2000 | LINEAR                               |
| 38954 -            | 2000 SD313             | 27 de setembre del 2000 | LINEAR                               |
| 38955 -            | 2000 SE319             | 26 de setembre del 2000 | LINEAR                               |
| 38956 -            | 2000 SR336             | 26 de setembre del 2000 | NEAT                                 |
| 38957 -            | 2000 SZ336             | 26 de setembre del 2000 | NEAT                                 |
| 38958 -            | 2000 SL337             | 25 de setembre del 2000 | Spacewatch                           |
| 38959 -            | 2000 SE363             | 20 de setembre del 2000 | Spacewatch                           |
| 38960 -            | 2000 TS                | 2 d'octubre del 2000    | W. K. Y. Yeung                       |
| 38961 -            | 2000 TG1               | 1 d'octubre del 2000    | J. Nomen                             |
| 38962 -            | 2000 TN2               | 5 d'octubre del 2000    | W. K. Y. Yeung                       |
| 38963 -            | 2000 TJ14              | 1 d'octubre del 2000    | LINEAR                               |
| 38964 -            | 2000 TU18              | 1 d'octubre del 2000    | LINEAR                               |
| 38965 -            | 2000 TB29              | 3 d'octubre del 2000    | LINEAR                               |
| 38966 -            | 2000 TW35              | 6 d'octubre del 2000    | LONEOS                               |
| 38967 -            | 2000 TF36              | 6 d'octubre del 2000    | LONEOS                               |
| 38968 -            | 2000 TF55              | 1 d'octubre del 2000    | LINEAR                               |
| 38969 -            | 2000 TV55              | 1 d'octubre del 2000    | LINEAR                               |
| 38970 -            | 2000 TC58              | 2 d'octubre del 2000    | LINEAR                               |
| 38971 -            | 2000 TQ60              | 2 d'octubre del 2000    | LONEOS                               |
| 38972 -            | 2000 TE61              | 2 d'octubre del 2000    | LONEOS                               |
| 38973 -            | 2000 TQ61              | 2 d'octubre del 2000    | LONEOS                               |
| 38974 -            | 2000 TK62              | 2 d'octubre del 2000    | LINEAR                               |
| 38975 -            | 2000 TH66              | 1 d'octubre del 2000    | LINEAR                               |
| 38976 Taeve        | 2000 UR                | 21 d'octubre del 2000   | J. Kandler                           |
| 38977 -            | 2000 UV                | 21 d'octubre del 2000   | K. Korlević                          |
| 38978 -            | 2000 UA2               | 22 d'octubre del 2000   | K. Korlević                          |
| 38979 -            | 2000 UB2               | 22 d'octubre del 2000   | K. Korlević                          |
| 38980 -            | 2000 UJ2               | 23 d'octubre del 2000   | W. K. Y. Yeung                       |
| 38981 -            | 2000 UW3               | 24 d'octubre del 2000   | LINEAR                               |
| 38982 -            | 2000 UD4               | 24 d'octubre del 2000   | LINEAR                               |
| 38983 -            | 2000 UT4               | 24 d'octubre del 2000   | LINEAR                               |
| 38984 -            | 2000 UZ4               | 24 d'octubre del 2000   | LINEAR                               |
| 38985 -            | 2000 UA5               | 24 d'octubre del 2000   | LINEAR                               |
| 38986 -            | 2000 UP5               | 24 d'octubre del 2000   | LINEAR                               |
| 38987 -            | 2000 UB8               | 24 d'octubre del 2000   | LINEAR                               |
| 38988 -            | 2000 UJ12              | 24 d'octubre del 2000   | LINEAR                               |
| 38989 -            | 2000 UF13              | 25 d'octubre del 2000   | LINEAR                               |
| 38990 -            | 2000 UZ17              | 24 d'octubre del 2000   | LINEAR                               |
| 38991 -            | 2000 UE19              | 29 d'octubre del 2000   | LINEAR                               |
| 38992 -            | 2000 UN20              | 24 d'octubre del 2000   | LINEAR                               |
| 38993 -            | 2000 UX20              | 24 d'octubre del 2000   | LINEAR                               |
| 38994 -            | 2000 UZ21              | 24 d'octubre del 2000   | LINEAR                               |
| 38995 -            | 2000 UJ24              | 24 d'octubre del 2000   | LINEAR                               |
| 38996 -            | 2000 UM25              | 24 d'octubre del 2000   | LINEAR                               |
| 38997 -            | 2000 UF26              | 24 d'octubre del 2000   | LINEAR                               |
| 38998 -            | 2000 UP26              | 24 d'octubre del 2000   | LINEAR                               |
| 38999 -            | 2000 UV26              | 24 d'octubre del 2000   | LINEAR                               |
| 39000 -            | 2000 UZ26              | 24 d'octubre del 2000   | LINEAR                               |